# Simon von Stampfer
Simon Ritter von Stampfer (26 de octubre de 1792 (según otras fuentes, 1790)), en Windisch-Mattrai, arzobispado de Salzburgo hoy llamado Matrei in Osttirol, Tirol - 10 de noviembre de 1864 en Viena) fue un matemático, topógrafo e inventor austriaco. Su invento más famoso es el del disco estroboscópico, que pretende ser el primer dispositivo en mostrar imágenes en movimiento. Casi simultáneamente, dispositivos similares se produjeron de forma independiente en Bélgica (el fenaquistoscopio) y Gran Bretaña (el Dædaleum, que años más tarde aparecería como el Zoótropo).

## Vida

### Juventud y educación
Simon Ritter von Stampfer nació en Matrei in Osttirol y fue el primer hijo de Bartlmä Stampfer, un tejedor. A partir de 1801 asistió a la escuela local y en 1804 se trasladó al Gimnasio Franciscano de Lienz, donde estudió hasta 1807. De allí pasó al Liceo de Salzburgo, para estudiar filosofía, sin embargo no fue evaluado.
En 1814 en Munich, aprobó el examen estatal y se postuló allí como maestro. Sin embargo, decidió quedarse en Salzburgo, donde fue profesor asistente de matemáticas, historia natural, física y griego en la escuela secundaria. Luego se trasladó al Liceo, donde enseñó matemáticas elementales, física y matemáticas aplicadas. En 1819 también fue nombrado profesor. En su tiempo libre realizaba mediciones geodésicas, observaciones astronómicas, experimentos sobre la velocidad de propagación del sonido a diferentes alturas y mediciones mediante el barómetro. Stampfer se veía a menudo en el Monasterio Benedictino de Kremsmünster, que tenía numerosos equipos astronómicos disponibles. 
En 1822, von Stampfer se casó con Johanna Wagner. Tuvieron una hija en 1824 (Maria Aloysia Johanna) y en 1825 un hijo (Anton Josef Simon).

### Primer trabajo científico y docente
Después de varias solicitudes fallidas, en Innsbruck, Stampfer fue finalmente ascendido a profesor titular de matemáticas puras en Salzburgo. Sin embargo, en el Instituto Politécnico de Viena, también fue ascendido a la Cátedra de Geometría Práctica. Se instaló allí en diciembre de 1825 para reemplazar a Franz Josef von Gerstner. Ahora enseñaba geometría práctica, pero también trabajaba como físico y astrónomo. Produjo un método para el cálculo de eclipses solares.
Le preocupaba su trabajo astronómico con lentes y su precisión y distorsión. Esto lo llevó al campo de las ilusiones ópticas. En 1828, desarrolló métodos de prueba para telescopios y métodos de medición para determinar el "Krümmungshalbmesser" de las lentes y la propiedad de refracción y dispersión del vidrio. Para su trabajo sobre los fundamentos teóricos de la producción de ópticas de alta calidad, recurrió a la lente acromática Fraunhofer.

### Desarrollo de "discos estroboscópicos"

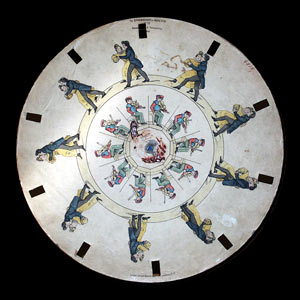
Uno de los discos estroboscópicos de Stampfer, 1830.

En 1832 Stampfer se dio cuenta a través del Journal of Physics and Mathematics de los experimentos del físico británico Michael Faraday sobre la ilusión óptica causada por engranajes que giran rápidamente, en los que el ojo humano no podía seguir el movimiento del engranaje. Quedó tan impresionado que realizó experimentos similares con engranajes y "cortes de dientes". A partir de estos experimentos, finalmente desarrolló el Disco Stampfer (también llamado Zoetrope, Stroboskopische Sheiben, Stroboscope Discs, disco óptico mágico o simplemente Stroboscope). Consta de dos discos: uno con rendijas alrededor de su circunferencia y otro con imágenes en cuadros de movimiento. Cuando el disco cortado se gira sobre el mismo eje que el disco de imagen, la vista a través de las ranuras da la impresión de una imagen en movimiento continuo. Alternativamente, se haría girar un solo disco frente a un espejo y la imagen se vería en el espejo a través de las ranuras del disco.
El científico belga Joseph-Antoine Ferdinand Plateau había estado desarrollando un dispositivo muy similar durante algún tiempo y finalmente publicó sobre lo que más tarde se llamaría Fantascope o Phénakisticope en enero de 1833 en una revista científica belga, ilustrada con una placa del dispositivo. Plateau mencionó en 1836 que pensó que era difícil decir el momento exacto en que se le ocurrió la idea, pero creía que pudo ensamblar con éxito su invento por primera vez en diciembre. Declaró confiar en la afirmación de Stampfer de haber inventado su versión al mismo tiempo. Tanto Stampfer como Plateau tienen el derecho de ser el padre fundador del cine. Sin embargo, el más citado con este honor es Joseph Antoine Ferdinand Plateau.

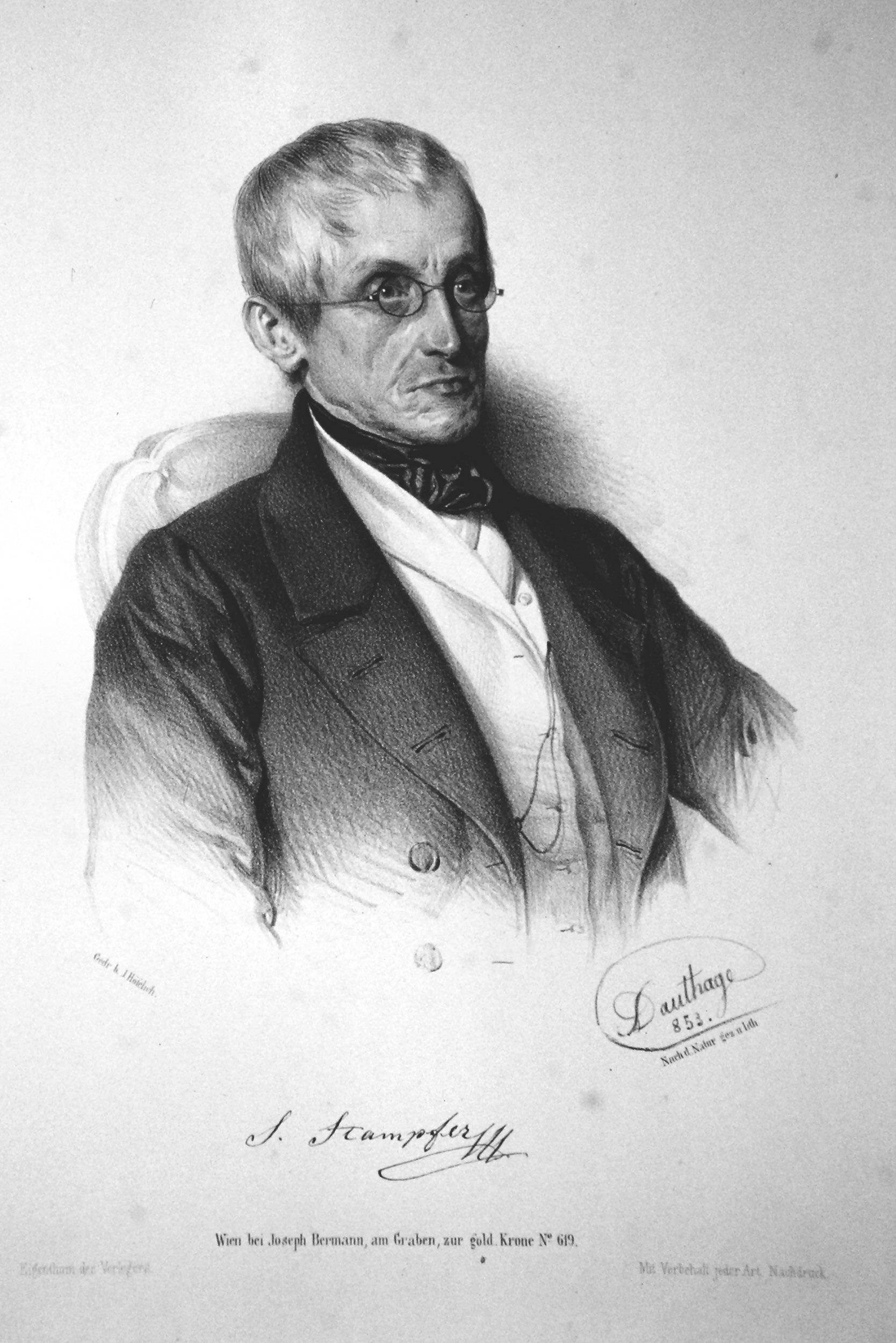
Simon Stampfer, litografía de Adolf Dauthage, 1853.

Stampfer recibió el privilegio imperial Número 1920 por su invento el 7 de mayo de 1833:

1920 S. Stampfer, profesor del Instituto Politécnico Imperial de Viena. (Wieden, Nro. 64) y Mathias Trentsensky; en la invención, figuras y formas coloreadas, imágenes siempre de cualquier tipo, de acuerdo con leyes matemáticas y físicas para distinguir que, si las mismas con la rapidez debida por algún mecanismo antes de que pase el ojo, mientras el rayo es constantemente interrumpido, la variada Las ilusiones ópticas en movimientos y acciones relacionados que representan el ojo, y con estas imágenes, la forma más fácil de dibujar rodajas de cartón o cualquier otro material zweckmässigcn en sus orificios periféricos se adjunta a Examinar. Cuando estos discos, un espejo opuesto, giran rápidamente alrededor de sus ejes, tan evidente a la vista cuando los agujeros navegan a través de las animadas imágenes en el espejo, y de esta manera puede no solo mecanizar movimientos de cualquier tipo, como ruedas y martillo obras, siguen rodando carros y subiendo globos, pero también sorprenden los diferentes tipos de acciones y movimientos de personas y animales representados. Tampoco se pueden seguir los mismos principios mediante otros dispositivos mecánicos en sí mismos actos compuestos, como las escenas teatrales en los talleres divergentes de Thätigkeit, etc., ya sea a través de dibujos transparentes o de tipo ordinario. En dos años, a partir del 7 de mayo.
Jb Polytechnic. Inst Vol 19, 406f., Zit. In

El dispositivo fue desarrollado por los marchantes de arte vieneses Trentsensky & Vieweg y comercializado. La primera edición se publicó en mayo de 1833 y pronto se agotó, por lo que en julio apareció una segunda edición mejorada.
Sus "discos estroboscópicos" se hicieron conocidos fuera de Austria, y de ahí surgió el término "efecto estroboscópico".